# Izumo (2013)
Izumo (DDH-183) – japoński śmigłowcowiec, pierwsza jednostka typu Izumo. W Japonii ze względów politycznych klasyfikowany jako niszczyciel śmigłowcowy. Faktycznie po modernizacji w 2021 roku stanowi lotniskowiec lekki. Nazwany imieniem jednej z japońskich prowincji. Bliźniacza jednostka nosi nazwę „Kaga” (DDH-184).

## Historia
Rozpoczęcie budowy "Izumo" miało miejsce 27 stycznia 2012 roku w stoczni IHI Corporation w Jokohamie, wodowanie 6 sierpnia 2013. Do służby okręt wszedł 25 marca w 2015 roku. Jednostka o wyporności 19 500 ton i długości 248 metrów, choć ma większość cech lotniskowca, z uwagi na japońskie uwarunkowania prawne została w Japonii sklasyfikowana jako płasko-pokładowy niszczyciel, na którym stacjonuje max. 14 helikopterów. Potencjalnie może na nim bazować 28 śmigłowców. Przede wszystkim stosowane są śmigłowce zwalczania okrętów podwodnych SH-60J/K Seahawk. Przeznaczeniem okrętu jest zabezpieczanie wód terytorialnych Japonii w warunkach narastającego sporu terytorialnego z Chinami, które demonstrują własne ambicje militarne. „Izumo” jest największym japońskim okrętem od zakończenia drugiej wojny światowej.
W marcu 2020 roku rozpoczęła się przebudowa „Izumo” w celu dostosowania go do operowania samolotów krótkiego startu i pionowego lądowania F-35B, obejmująca przede wszystkim pokrycie pokładu aluminiowo-tytanową powłoką ochronną odporną na wysoką temperaturę gazów. Pierwsze próby lądowania i startu amerykańskich F-35B z dywizjonu VMFA-242 odbyły się 3 października 2021 roku, co stanowiło zarazem pierwsze lądowanie samolotów na japońskich okrętach od 1945 roku i pierwsze lądowanie na nich amerykańskich samolotów. Po przebudowie okręt ma możliwość przenoszenia 12-14 samolotów F-35B, które mają wejść na wyposażenie Japonii od 2023 roku. Na lata 2024–26 planowana jest modernizacja polegająca m.in. na zmianie kształtu pokładu lotniczego na dziobie z trapezowego na prostokątny.